# Ksawera
Ksawera, Ksaweryna – żeński odpowiednik imienia Ksawery. Jego patronką jest św. Franciszka Ksawera Cabrini.
Ksawera imieniny obchodzi 22 grudnia.
Znane osoby noszące to imię:
- Karolina Maria Adelajda Franciszka Ksawera Małgorzata Edina Lanckorońska